# Flash de La Courneuve 2023
Questa voce raccoglie le informazioni riguardanti i Flash de La Courneuve nelle competizioni ufficiali della stagione 2023.

## Division Élite 2023

### Stagione regolare
| 4 febbraio 2023, ore 20:00 1ª giornata | Molosses d'Asnières | 14 – 26 referto | Flash de La Courneuve | \| Arbitro: \| Hunkeler \| |
| Arbitro:                               | Hunkeler            |                 |                       |                            |

| 18 febbraio 2023, ore 20:00 2ª giornata | Flash de La Courneuve | 47 – 6 referto | Cougars de Saint-Ouen-l'Aumône | \| Arbitro: \| Perez-Canto \| |
| Arbitro:                                | Perez-Canto           |                |                                |                               |

| 25 febbraio 2023, ore 20:00 3ª giornata | Flash de La Courneuve | 64 – 0 referto | Spartiates d'Amiens | \| Arbitro: \| Perez-Canto \| |
| Arbitro:                                | Perez-Canto           |                |                     |                               |

| 11 marzo 2023, ore 19:00 4ª giornata | Pionniers de Touraine | 28 – 34 | Flash de La Courneuve |  |

| 18 marzo 2023, ore 19:00 5ª giornata | Black Panthers de Thonon | 14 – 14 referto | Flash de La Courneuve | \| Arbitro: \| Perez-Canto \| |
| Arbitro:                             | Perez-Canto              |                 |                       |                               |

| 1º aprile 2023, ore 20:00 6ª giornata | Flash de La Courneuve | 27 – 9 referto | Molosses d'Asnières | \| Arbitro: \| Perez-Canto \| |
| Arbitro:                              | Perez-Canto           |                |                     |                               |

| 9 aprile 2023, ore 14:00 7ª giornata | Cougars de Saint-Ouen-l'Aumône | 6 – 22 referto | Flash de La Courneuve | \| Arbitro: \| Perez-Canto \| |
| Arbitro:                             | Perez-Canto                    |                |                       |                               |

| 22 aprile 2023, ore 19:00 8ª giornata | Spartiates d'Amiens | 0 – 55 referto | Flash de La Courneuve | \| Arbitro: \| Perez-Canto \| |
| Arbitro:                              | Perez-Canto         |                |                       |                               |

| 6 maggio 2023, ore 20:00 9ª giornata | Flash de La Courneuve | 18 – 0 referto | Pionniers de Touraine | \| Arbitro: \| Perez-Canto \| |
| Arbitro:                             | Perez-Canto           |                |                       |                               |

| 20 maggio 2023, ore 20:00 10ª giornata | Flash de La Courneuve | 14 – 21 referto | Black Panthers de Thonon | \| Arbitro: \| Robillard \| |
| Arbitro:                               | Robillard             |                 |                          |                             |

### Playoff
| 10 giugno 2023, ore 20:00 Wild Card | Flash de La Courneuve | 41 – 31 referto | Grizzlys Catalans | \| Arbitro: \| Hunkeler \| |
| Arbitro:                            | Hunkeler              |                 |                   |                            |

| 17 giugno 2023, ore 20:45 Semifinale | Blue Stars de Marseille | 27 – 20 referto | Flash de La Courneuve | \| Arbitro: \| Vigne \| |
| Arbitro:                             | Vigne                   |                 |                       |                         |

## Statistiche di squadra
| Competizione      | %Vittorie | In casa | In casa | In casa | In casa | In casa | In casa | In trasferta | In trasferta | In trasferta | In trasferta | In trasferta | In trasferta | Totale | Totale | Totale | Totale | Totale | Totale |
| Competizione      | %Vittorie | G       | V       | N       | P       | Pf      | Ps      | G            | V            | N            | P            | Pf           | Ps           | G      | V      | N      | P      | Pf     | Ps     |
| ----------------- | --------- | ------- | ------- | ------- | ------- | ------- | ------- | ------------ | ------------ | ------------ | ------------ | ------------ | ------------ | ------ | ------ | ------ | ------ | ------ | ------ |
| Stagione regolare | .850      | 5       | 4       | 0       | 1       | 170     | 36      | 5            | 4            | 1            | 0            | 151          | 62           | 10     | 8      | 1      | 1      | 321    | 98     |
| Playoff           | 1.000     | 1       | 1       | 0       | 0       | 41      | 31      | 1            | 0            | 0            | 1            | 20           | 27           | 2      | 1      | 0      | 1      | 61     | 58     |
| Totale            | .792      | 6       | 5       | 0       | 1       | 211     | 67      | 6            | 4            | 1            | 1            | 171          | 89           | 12     | 9      | 1      | 2      | 382    | 156    |